# L'Estany
Estany là một đô thị trong comarca Bages, tỉnh Barcelona, Catalonia, Tây Ban Nha.

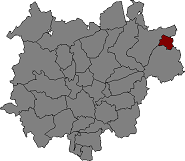
Vị trí của L'Estany